# Frederick Manson Bailey
Frederick Manson Bailey ( 8 de marzo de 1827 - 25 de junio de 1915) fue un botánico australiano de origen inglés que estudió e hizo  valiosas contribuciones a la caracterización de la flora  de  la flora de Queensland.

## Biografía
Nace en Londres . Su padre John Bailey era horticulturista y productor de semillas. Toda su familia migra a Australia en 1838. Y se instalan en Adelaida en marzo de 1839.
John Bailey, nombrado botánico colonial, se encarga poco después de poner en marcha un jardín botánico. Más tarde renuncia a esa misión, y se establece como empresario con invernáculos en Adelaida. En esa empresa lo ayuda su hijo Frederick que parte luego en 1858 a instalarse en Nueva Zelanda en la Hutt Valley. Y pasa a Sídney en 1861 comenzando ese mismo año un comercio de semillería en Brisbane. Por algunos años, recolecta especímenes en diferentes regiones de Queensland y edita artículos sobre la vida de las plantas.
En 1874 publica un manual de helechos de Queensland (Handbook to the ferns of Queensland) y, al año siguiente, es nombrado botánico para supervisar las enfermedades de las cosechas y de las plantas. Produce en 1879 una monografía, ilustrada, de los pastos de Queensland Ilustrated monograph of the grasses of Queensland. Luego se le confía la responsabilidad de la "Sección Botánica" del "Museo de Queensland".
En 1881, deviene Botánico Colonial de Queensland, título que mantiene hasta su muerte. Ese mismo año publica "El Mundo de los helechos de Australia" (The fern world of Australia).
En 1883 prepara A synopsis of the Queensland Flora, un trabajo de 900 páginas, aunque tuvo vols. suplementarios los años sucesivos. Ese trabajo será destronado por la publicación de la "Flora de Queensland" (Queensland Flora) en seis vols. entre 1899 a 1902 con un índice publicado tres años más tarde.
En 1897 prepara A Companion for the Queensland Student of Plant Life and Botany Abridged. Un poco antes había publicado Catalogue of the Indigenous and Naturalised Plants of Queensland en 1890. Este último, revisión y aumentada, daba una Comprehensive Catalogue of Queensland Plants, Both Indigenous and Naturalised, abundantemente ilustrada que apareció en 1912.
Botánico de campo, hizo numerosas expediciones a Rockingham Bay, Seaview Range y al alto valle del río Herbert (1873), en el oeste de Queensland, a Roma y a Rockhampton (1876), y Cairns y río Barron (1877), en el masivo de Bellenden Ker (1889), a lo largo del río Georgina (1895), Torres Strait (1897) y Nueva Guinea en 1898.
Casado en 1856, con Anna Maria Waite, tendrá un hijo, J.F.Bailey, que será director del jardín botánico de Brisbane, y luego del de Adelaida.

## Honores
Frederick Manson Bailey es recompensado con la medalla Clarke de la "Royal Society de Nueva Gales del Sur en 1902, acompañado del nombramiento de compañero de la Orden de San Miguel y San Jorge en 1911.

### Eponimia
En homenaje a su obra, otros taxónomos le ponen su nombre a cerca de cincuenta especies, siendo la más conocida sin dudas Acacia baileyana.
- La abreviatura «F.M.Bailey» se emplea para indicar a Frederick Manson Bailey como autoridad en la descripción y clasificación científica de los vegetales.[1]